# Qijiang He
Qijiang He (kinesiska: 綦江河) är ett vattendrag i Kina. Det ligger i den centrala delen av landet, 1 500 km sydväst om huvudstaden Peking.